# Erdrutsch

Computersimulation: Hangrutsch im San Mateo County bei San Francisco, 1997

Ein Erdrutsch ist das Abgleiten größerer Erd- und Gesteinsmassen, meistens ausgelöst durch starke Niederschläge (langandauernder Regen oder Starkregen) und das dadurch bedingte Eindringen von Wasser zwischen vorher gebundene Bodenschichten. Durch die Schwerkraft und die Verminderung der Haftreibung zwischen den Bodenschichten rutscht der Hang (bei ausreichend großer Hangneigung) ab. Ein großer Erdrutsch wird auch Bergrutsch genannt; wenn kleine Flächen betroffen sind, auch Hangrutsch oder Hangrutschung.
Ein Erdrutsch unterscheidet sich vom Bergsturz durch die geringere Geschwindigkeit.

## Ursachen

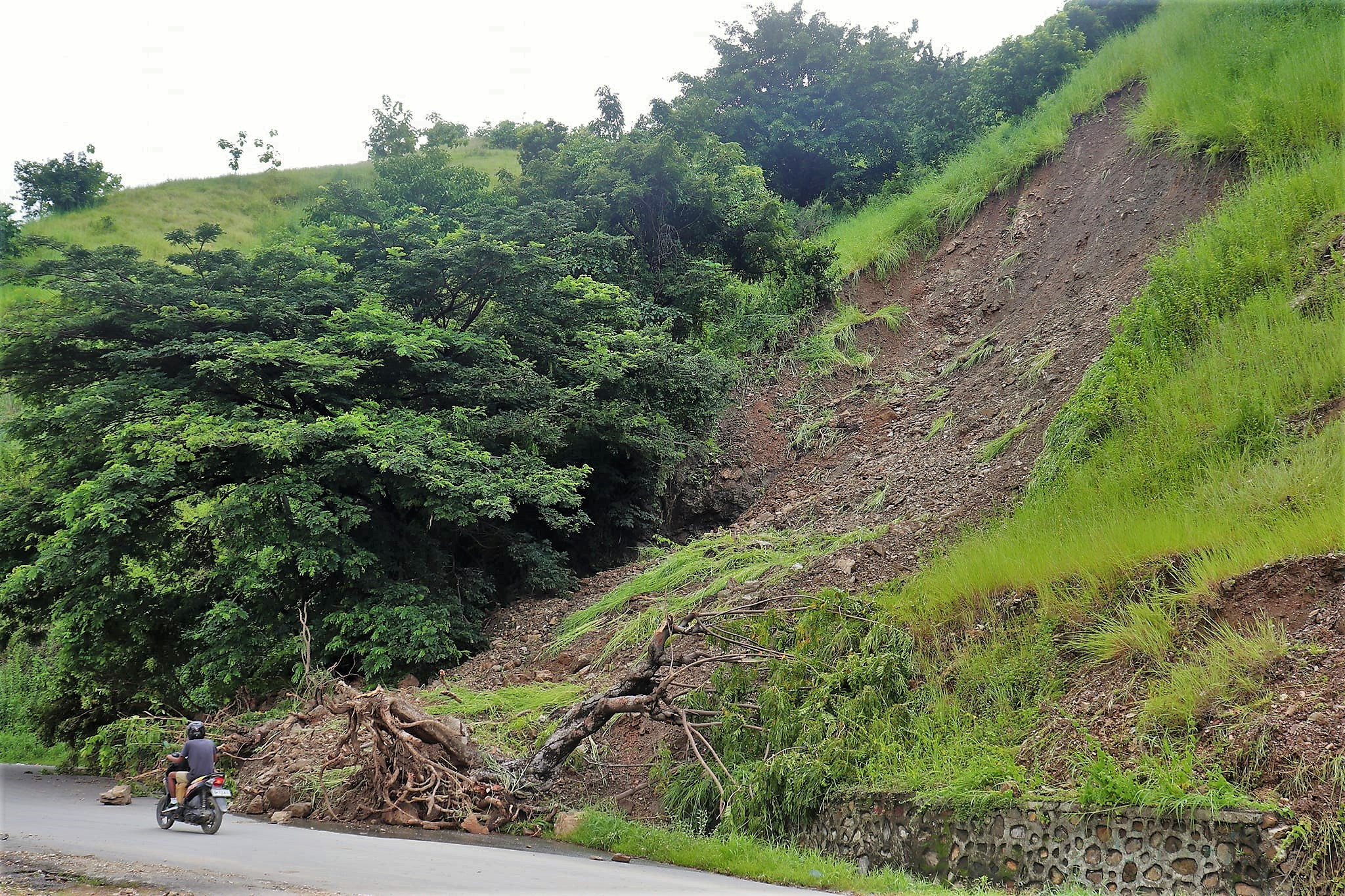
Hangrutsch in Osttimor

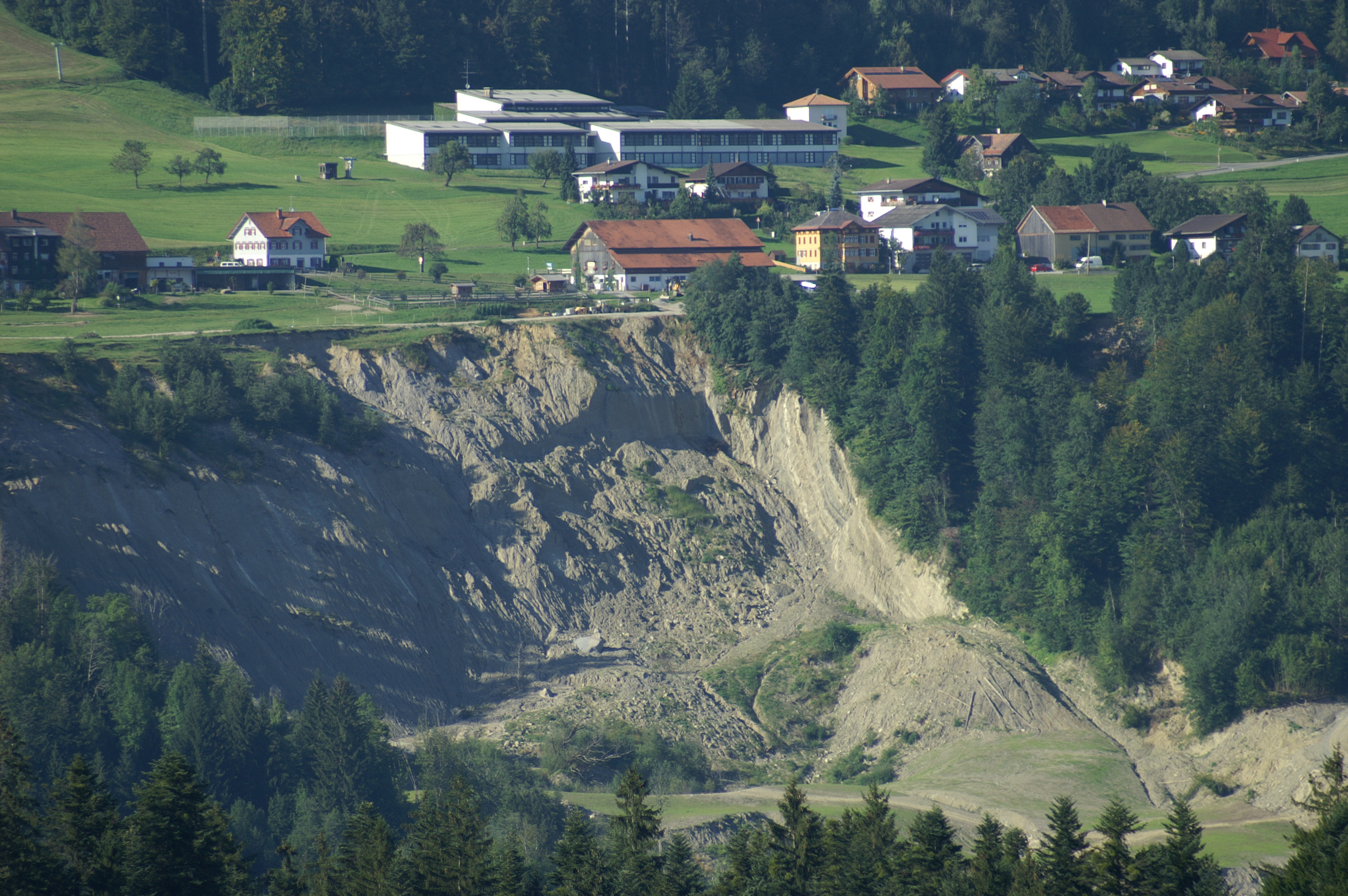
Hangrutsch in Doren im österreichischen Vorarlberg

Die häufigste Ursache ist, dass der Erdboden am Hang zu große Mengen an Wasser, beispielsweise infolge heftiger Gewitterregen oder durch Schneeschmelze, aufgenommen hat. Wegen zu geringer innerer Haftreibung folgt daraus ein Verlust der Stabilität entlang einer sich ausbildenden Gleitfuge.
Andere mögliche Ursachen sind:
- Erdbeben
- ganz allgemein tektonische Bewegungen
- Erosion durch Wind und Frost
- Starke Abholzung des bestehenden Waldes (Absterben und Verrottung von den Boden stabilisierenden Wurzeln)
- Auftauen des Permafrostbodens im Hochgebirge oder von Methanhydrat (Storegga-Effekt) an Kontinentalhängen wegen der Klimaerwärmung
- Schädigung des Erdbodens durch ausgedehnten Bergbau[1]

Das Risiko eines Erdrutsches ist abhängig von:
- der Wasserdurchlässigkeit und Wasseraufnahmefähigkeit der Bodenschichten,
- dem Gefälle des Geländes,
- dem Vorhandensein oder Fehlen einer schützenden Vegetation, deren Durchwurzelung die Bodenkrume zusammenhält,
- dem Vorhandensein rutschiger Grenzflächen, beispielsweise entlang von Tonschichten.

## Formen des Erdrutsches
Ein Erdrutsch bewegt sich meist in komplexer, rotierender Bewegung nach unten. Je nach Entstehungsort können auch Bäume, Eis- oder Schneemassen oder Bestandteile menschlicher Bauwerke zum Materialstrom beitragen.
Besondere Formen des Erdrutsches sind:
- Der Erdschlipf oder die Rutschung, bei der Erdmaterial entlang einer Schwächezone als Block abrutscht
- Die Sackung oder Rotationsrutschung, bei der ein Bodenkörper in einer kreisförmigen Bahn um eine zum Hang orthogonale Achse abgleitet
- Die Hangmure, bei der als Folge von starken Niederschlägen mit Wasser gesättigtes Erdmaterial spontan abrutscht und in Form eines Murgangs relativ weite Strecken zurücklegt
- Der Schuttstrom, bei dem Wasser und Schutt plötzlich und kanalisiert (z. B. in einem Bachbett) freigesetzt werden (Murgang)[2]

## Beispiele für Erdrutsche

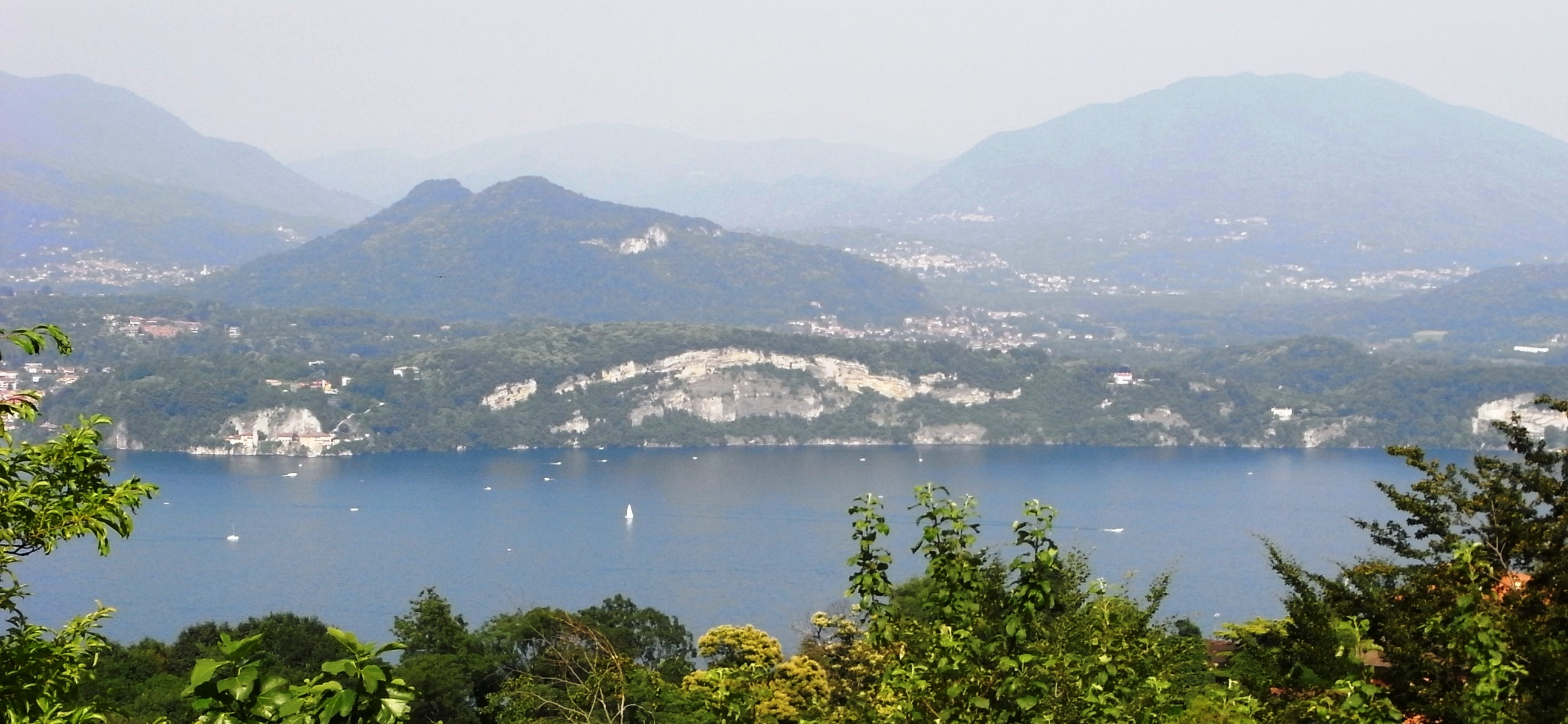
Durch Hangrutschungen geformtes Ufer des Lago Maggiore

| Typ            | Datum                                       | Ort | Ursache / Auslöser | Schäden |
| -------------- | ------------------------------------------- | --- | --- | --- |
| Erdrutsch      | 1920                                        | Gansu, China                                                                                               | Erdbeben | Beim Erdbeben von Gansu gab es insgesamt mehr als 200.000 Tote |
| Erdrutsch      | 22. April 1980                              | Thanheimer Steige am Albtrauf zwischen Bisingen und Albstadt-Onstmettingen, Baden-Württemberg, Deutschland | | Durch das Zusammentreffen von Schneeschmelze und starken Regenfällen zerstörte ein starker Erdrutsch auf einer Fläche von rund 16 Hektar den kompletten Straßenverlauf. Der Albaufstieg musste über drei Jahre gesperrt und vollständig erneuert werden. |
| Steinrutschung | 12. April 1983                              | Am Hirschkof am Albtrauf bei Mössingen, Baden-Württemberg, Deutschland                                     | | Auf einer Fläche von rund 50 Hektar brachen fünf bis sechs Millionen Kubikmeter Gestein ab und rutschten samt Wald und Waldweg in die Tiefe, ein Vorgang, der schon seit Jahrtausenden den Trauf der Schwäbischen Alb, der einstmals bis in die Nähe von Stuttgart reichte, immer weiter zurückweichen lässt. |
| Erdrutsch      | 1994                                        | Plasselb, Kanton Freiburg, Schweiz                                                                         | Etwa 30 Millionen Kubikmeter Material (Schlamm, Gesteinsbrocken, Holz) | Die Ferienhaussiedlung Falli-Hölli wurde komplett zerstört. Insgesamt wurden etwa 37 Gebäude zerstört. |
| Bergrutsch     | Abend des 11. Dezember 2004                 | Steinbruch Steinbergen, Steinbergen, Niedersachsen, Deutschland                                            | Ein etwa 300 m langer und bis zu 50 m breiter keilförmiger Block rutschte aus dem Kamm des Messingberges (Wesergebirge/Niedersachsen) nach Norden ab. | Felsmassen in der Größenordnung von ca. einer Million Tonnen stürzten lawinenartig bis zu 300 m weit in den vorgelagerten Steinbruch. Tiefe Risse und Spalten haben sich auch auf der Südseite des Berges gebildet. Weitere Klippenformationen (Mönch und Nonne), die den Kamm bilden, sind gefährdet ebenso abzurutschen. Negative Auswirkungen auf wertvolle Wald- und Naturbereiche dieses touristisch genutzten Erholungsraumes im Weserbergland sind zu erwarten. |
| Erdrutsch      | Morgen des 18. Juli 2009 gegen ca. 4:40 Uhr | Concordiasee im Harzvorland in Sachsen-Anhalt                                                              | | Ein etwa 350 mal 150 Meter breiter Landstreifen rutschte in den entstehenden See beim großen Erdrutsch am Concordiasee. |
| Erdrutsch      | 22. November 2015                           | Kachin-Staat, Myanmar                                                                                      | Raubbau – statische Mängel einer Abraumhalde | Bei einem Erdrutsch der Abraumhalde einer Jade-Mine Norden Myanmars kamen 114 Menschen ums Leben. Ein circa 300 Meter hoher Abraumhügel rutschte ab und begrub knapp 50 Häuser. Der Großteil der Toten waren Dorfbewohner, welche die riesige Halde der Jade-Mine durchsuchten. |
| Erdrutsch      | 20. Dezember 2015                           | Shenzhen, Gewerbegebiet Neu-Guangming, China                                                               | Anhaltende Regenfälle | Aus einem künstlichen ca. 100 Meter hohen Abfallberg löste sich eine Schlammlawine, die eine Fläche von über 380.000 Quadratmetern bedeckte; über 85 Menschen wurden seither vermisst. |
| Erdrutsch      | 25. Dezember 2015                           | Kachin-Staat, Myanmar                                                                                      | Raubbau – Statische Mängel einer Abraumhalde | Nach dem schweren Erdrutsch des Abraumhügels einer Jade-Mine am 22. November 2015 kamen bei einem weiteren Erdrutsch mindestens 50 Menschen ums Leben. |
| Erdrutsch      | 16. Mai 2015                                | Salgar, Kolumbien                                                                                          | Anhaltende Regenfälle | Nach einem Erdrutsch mit Schlammlawine und Überschwemmung starben 58 Menschen, weitere 37 Personen wurden verletzt. Bei einem gleichgelagerten Erdrutsch im Jahre 1966 kamen in Salgar über 100 Menschen ums Leben. |
| Erdrutsch      | 24. Juni 2017                               | Xinmo, Diexi, Sichuan, China                                                                               | Anhaltende Regenfälle | Nach einem Erdrutsch mit Schlammlawine und Überschwemmung wurden alle 62 Häuser des Dorfes Xinmo verschüttet. Stand 26. Juni 2017 wurden 15 Leichen geborgen und weitere 118 Menschen vermisst. |
| Hangrutsch     | Februar 2021                                | Fanas, Schweiz                                                                                             | Anhaltende Regenfälle | Nach einem Hangrutsch bei einer Hausmülldeponie mussten 200 Tonnen Material abtransportiert und aufbereitet werden. |
| Erdrutsch      | 10. Mai 2023                                | Brienz/Brinzauls, Kanton Graubünden, Schweiz                                                               | Brienz rutscht seit einigen Jahren etwa 1 m pro Jahr ab, im Mai 2023 vergrößerte sich die Geschwindigkeit, wegen drohender Niederschläge wurde am 10. Mai 2023, nachmittags verordnet, dass der Ort bis 12. Mai, abends (von Wohnbevölkerung) zu räumen ist | 3 Szenarien werden erwartet: Erdrutsch, Felssturz oder Bergsturz. |

## Mögliche Gegenmaßnahmen
Hangrutschungen lassen sich kaum verhindern, aber bei nicht allzu großen Erdmassen oder langsamer Bewegung in ihrer Wirkung mildern. Wichtigster Punkt dabei ist, das Wasser aus dem Hang zu entfernen. Dabei gibt es unterschiedliche Maßnahmen, unter anderem:
- Einbauen von Drainagen, entweder oberflächenhaft oder tief in den Untergrund hinein (z. B. Drainageanker);
- vorbeugende Einbauten in den gefährdeten Untergrund – analog zur Wildbach- und Lawinenverbauung;
- kurzfristige Stabilisierung bewegter Hänge durch Beton- und Stahlbewehrung (z. B. Panzerigel);
- bei kleinen Ausmaßen auch Stabilisierung durch Sandsäcke;
- großflächiges Abdecken kritischer Hangbereiche durch Planen, um weiteres Eindringen von Regenwasser zu verhindern.
- Ein Schutzwald bietet häufig eine wirksame Sicherung. Die Wurzeln der Bäume verfestigen den Boden und regulieren den Wasserhaushalt (siehe auch Durchwurzelung).
- Auch Rasensaaten stabilisieren den Hang mit ihren feinen und stark verzweigten Wurzeln.
- Abflachen des Hangs.

Diese Maßnahmen sind jedoch machtlos gegen Erdrutsche, bei denen sich Millionen Kubikmeter Erde lösen. Die beste Maßnahme gegen diese Erdrutsche ist die Vorbeugung.
- Verbote hindern Menschen daran, in gefährdeten Gebieten zu siedeln.
- Aufmerksamkeit kann eine Vorwarnzeit bis zum tatsächlichen Erdrutsch gewährleisten und eine rechtzeitige Evakuierung ermöglichen.

## Tsunamis durch Erdrutsche
Ein Erdrutsch ist eine häufig vorkommende, aber in der Regel lokale Naturkatastrophe. Auf das betroffene Ökosystem wirkt er als Störung und öffnet Rohboden für die Wiederbesiedelung sowie einen Neustart der Sukzession.
Erdrutsche im Meer oder in Seen, insbesondere von oberhalb des Wasserspiegels in diese Gewässer hinein, können dagegen Tsunamis auslösen und dadurch auch in größerer Entfernung Zerstörungen verursachen. Bei entsprechender Größe des Erdrutsches kann die Flutwelle an benachbarten Küstenhängen Höhen von mehreren hundert Metern erreichen (Megatsunami).
Vor den Inseln Hawaiis befinden sich große Schuttfächer, die durch Flankenabbrüche der Vulkane entstanden sind. Flankenabbrüche mit gefährlichen Tsunamis gibt es dort nach Schätzungen von Wissenschaftlern etwa alle 100.000 Jahre.
Erdrutsche mit Tsunamis sind in der Liste von Tsunamis, andere sind in der Liste von Lawinen und Erdrutschen, Bergstürzen angegeben.

## Vergleiche
- Liste von Rutschungen im Bergbau